# Lupinus carpapaticus
Lupinus carpapaticus är en ärtväxtart som beskrevs av Charles Piper Smith. Lupinus carpapaticus ingår i släktet lupiner, och familjen ärtväxter. Inga underarter finns listade i Catalogue of Life.